# Samak Sundaravej
Samak Sundaravej (en tailandés: สมัคร สุนทรเวช) (Bangkok, 13 de junio de 1935 – Bangkok, 24 de noviembre de 2009) fue un político tailandés, líder del Partido del Poder del Pueblo desde agosto de 2007. Fue primer ministro de su país desde el 28 de enero de 2008 hasta el 9 de septiembre del mismo año. 
Fue miembro del Partido Demócrata de Tailandia desde 1968 a 1976 y ha ocupado escaño parlamentario, casi de forma ininterrumpida, desde 1973 hasta 2000. Fue viceministro de Agricultura (1975-1976), viceministro del Interior (1976), ministro del Interior (1976-1977) y ministro de Transportes en dos ocasiones (1983-1986, 1990-1991). Tras dejar su escaño, fue gobernador de Bangkok y senador en 2006 hasta el golpe de Estado de septiembre de dicho año.
El Partido del Poder del Pueblo fue fundado el 20 de julio de 2007 por algunos miembros del Thai Rak Thai, ilegalizado por el Tribunal Supremo a instancias de la Junta Militar golpista. Samak Sundaravej se incorporó a la nueva formación y fue elegido su líder de cara a las elecciones generales de diciembre de 2007, donde obtuvo la victoria con 233 escaños a la Cámara de Representantes. Formó gobierno con su propio partido, el Chart Thai, Por la Tierra Natal, el Partido Democrático Neutral, Leales a la Corona y el Ruam Jai Thai Chat Pattana.
Samak Sundaravej es considerado un político de ultraderecha y se le acusa de ser títere del depuesto primer ministro Thaksin Shinawatra.
En las votaciones parlamentarias para la elección de primer ministro, celebradas el 28 de enero de 2008, fue elegido para el cargo por 310 votos frente a los 163 de su oponente Abhisit Vejjajiva, del Partido Demócrata. Presentó el nuevo gobierno el 6 de febrero que fue criticado por incorporar miembros vinculados al depuesto Thaksin Shinawatra.

## Crisis de 2008
El 27 de junio debió enfrentarse a una moción de censura en la que el gobierno sólo obtuvo 228 votos, 83 menos que en su investidura, pero que superó gracias a la ausencia de casi cuarenta parlamentarios.

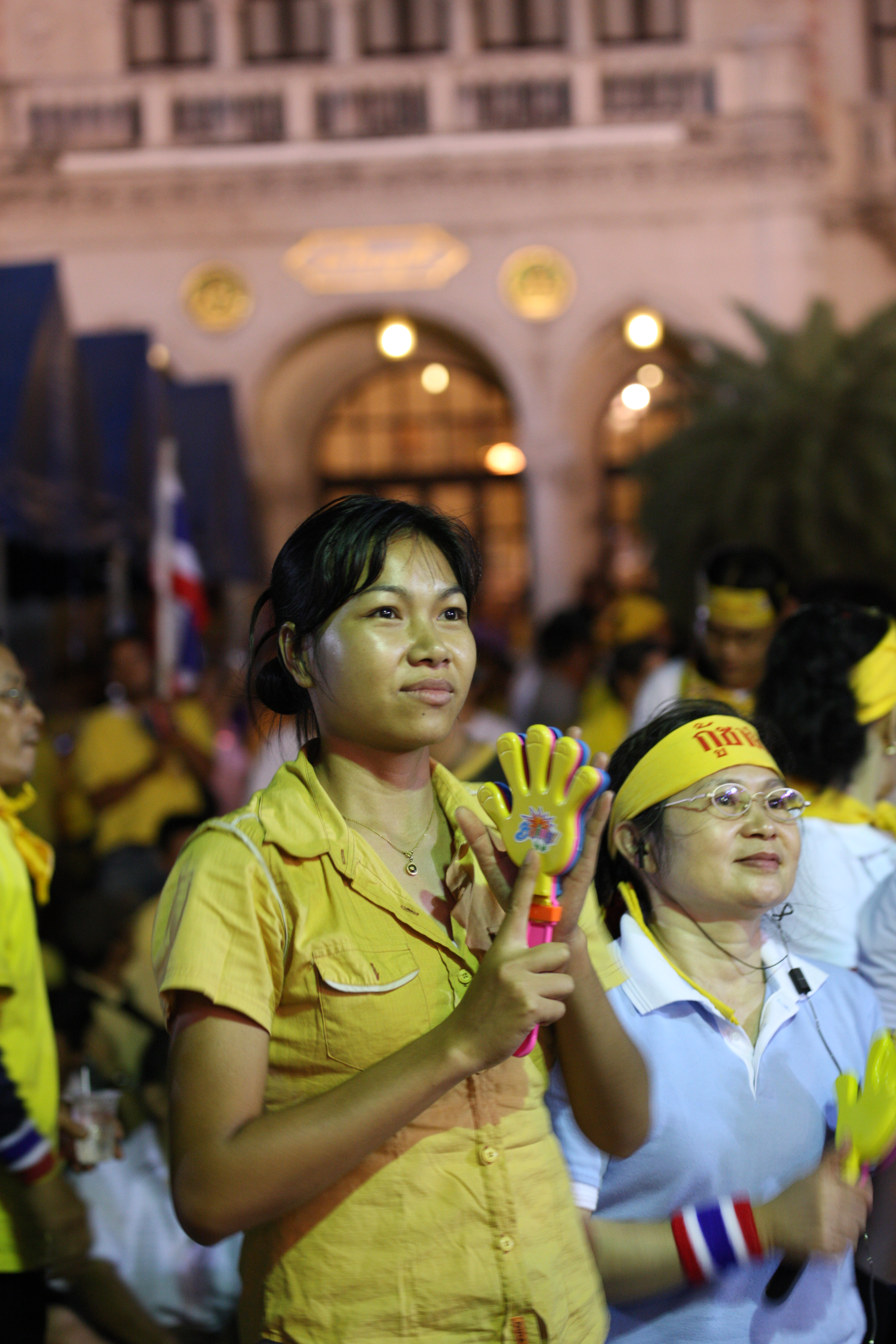
Manifestantes a las puertas de la residencia del primer ministro a finales de agosto de 2008.

No obstante, los escándalos que afectaron a varios miembros del gabinete y al Presidente de la Asamblea Nacional forzaron la dimisión de varios de ellos en julio de 2008. Las razones de la crisis de julio, además de las que afectaban a las dudosas actuaciones de algunos miembros del partido del gobierno, tuvo su origen también y sobre todo en un antiguo conflicto fronterizo con Camboya. El Ministerio de Asuntos Exteriores firmó unos acuerdos con Camboya para zanjar el conflicto sobre el estatus del Templo Preah Vihear y que fuera declarado Patrimonio de la Humanidad, templo situado en la frontera entre ambos países y que el Tribunal Internacional de Justicia de La Haya declaró que se encontraba en territorio camboyano a pesar de la oposición tailandesa.
El Ministro de Asuntos Exteriores tailandés, Noppadon Pattama, dimitió tras conocerse que firmó los acuerdos y la petición, con el apoyo de las autoridades camboyanas en la Unesco, para declarar el templo Patrimonio de la Humanidad, declaración efectuada por el organismo de la ONU el 7 de julio. El ministro y otros miembros de la administración fueron acusados ante los tribunales de violar los artículos 190 y 270 de la constitución.
Tras sucesivas protestas durante agosto y septiembre de 2008 dirigidas por el exgeneral Chamlong Srimuang al frente del movimiento Alianza del Pueblo para la Democracia, en donde se sucedieron las manifestaciones contra Sundaravej en Bangkok acusado de ser un instrumento del depuesto Shinawatra, decretó el estado de emergencia en la capital el 2 de septiembre, otorgando poderes extraordinarios al ejército. Dos días después anunció la celebración de un referéndum para acabar con la crisis.

## Condena del Tribunal Constitucional por presentar un programa de cocina en televisión
El Tribunal Constitucional de Tailandia declaró inconstitucional la presentación por Sundaravej de un programa de cocina en televisión (Cocinando y protestando) debido a que la Constitución tailandesa prohíbe el ejercicio de actividades privadas al primer ministro, a pesar de que el político ya había informado que durante los seis años que estaba en el programa de televisión no cobraba más que los gastos de transporte y los ingredientes, sin recibir salario.
El Presidente del Tribunal informó que el gabinete seguiría en funciones durante 30 días pero Sundaravej estaba inhabilitado para presidirlo: «su mandato ha terminado, y el término del Gabinete ha expirado». El Partido del Poder del Pueblo mostró su indignación por la sentencia. y el Chart Thai, segundo por número de diputados en la coalición de gobierno, apoyará al Partido Popular del Pueblo en la elección de un nuevo primer ministro, que podría ser el mismo Sundaravej.

## Condena por difamación
El Tribunal de Apelaciones de Tailandia confirmó, el 25 de septiembre de 2008, la pena contra él de otro tribunal inferior, por difamar, a juicio de la sentencia, al ex vicegobernador de Bangkok, Samart Rapholasit, en 2006, imponiéndole una condena de dos años de cárcel.

## Sucesión
| Predecesor: Surayud Chulanont | Primer ministro de Tailandia 2008 | Sucesor: Somchai Wongsawat Interino |